# Dschinghis Khan
Dschinghis Khan é uma banda pop alemã criada para competir no Festival Eurovisão da Canção 1979. A grafia do nome da banda, remete ao som da pronúncia inglesa do nome "Gengis Khan".
O primeiro sucesso foi a canção homônima "Dschinghis Khan", escrita e produzida por Ralph Siegel, com letra de Bernd Meinunger, uma dupla responsável por várias canções daquele certame musical.
Apareceram com a explosão da música disco, e, com isso, alcançaram popularidade no mundo todo, especialmente na Europa, Rússia e Japão. Suas músicas falavam geralmente de figuras históricas ou locais com culturas exóticas, como Mongólia, Rússia, Oriente Médio, Japão e México.
A formação original era composta pelos integrantes Steve Bender (1942-2006), Wolfgang Heichel, Henriette Heichel, Leslie Mándoki, Edina Pop e Louis Hendrik Potgieter (1951-1993),que morreu de SIDA. O grupo parou de se apresentar em meados da década de 1980, quando se separaram e metade do grupo formaria o Dschinghis Khan Family, que seria uma banda orientada para o pop/new wave dos anos 80, que acabou não durando muito. O grupo retornou com por causa da popularidade na Internet. Além dos falecidos, o grupo não contou com Leslie Mandoki neste retorno. A nova formação da banda contou com Stefan Track substituindo Potgieter como o personagem de Khan. Eles voltaram com uma apresentação no Olympiyski Arena, em Moscou, no dia 17 de outubro de 2005. No dia 7 de maio de 2006, Steve Bender morreu de câncer.
Curioso observar que a música Moskau, que era relacionada a Moscou, e que foi um dos maiores hits do grupo nas décadas de 1970 e 1980, chegou a causar a demissão do diretor da TV estatal quando reproduziu a música durante o ano novo. Com esta mesma música, foi lançado no Brasil pela RGE no início da década de 1980 um grupo "cover" chamado de Brazilian Genghis Khan, que fez grande sucesso nas rádios e programas de auditório brasileiros, principalmente entre 1984 e 1985, tendo como principal sucesso o hit Comer, Comer. O quarteto, liderado pelo argentino Jorge Danel, era formado por Genghis (Omar Leon), Thor (Jorge Danel), Tuly (Heloísa Nascimento) e Tania (Tânia Brasil).
Atualmente, a banda alemã ainda tem integrantes da década de 1980. Wolfgang Heichel,Henriette Heichel e Edina Pop ainda estão no grupo musical e fazem shows e apresentações, como a abertura do Eurovision de 2009. Os três integrantes agora atuam com um grupo de bailarinos e cantores que foi intitulado The Legacy of Dschinghis Khan, que se vestem com figurinos orientais estilizados, evocando a música que fez o grupo estourar na década de 1970.

## Discografia

### Discos
- Dschinghis Khan (1979)
- Rom (1980)
- Viva (1980)
  - Re-release of Rom without bonus tracks.
- Wir sitzen alle im selben Boot (1981)
- Helden, Schurken & der Dudelmoser (1982)
- Corrida (1983)
- Huh Hah Dschinghis Khan - Ihre Grössten Erfolge (1993)
- Die Großen Erfolge (1999)
- Star Collection (2002)
- Jubilee (2004)
- 7 Leben (2007)

## Singles
Lançamentos Alemães
- "Dschinghis Khan" (1979)
- "Moskau" (1979)
- "Hadschi Halef Omar" (1979)
- "Rocking Son Of Dschinghis Khan" (1979)
- "Rom" (1980)
- "Samurai" (1980)
- "Machu Picchu" (1980)
- "Pistolero" (1981)
- "Loreley" (1981)
- "Wir sitzen alle im selben Boot" (1981)
- "Klabautermann" (1982)
- "Der Dudelmoser" (1982)
- "Mata Hari" (1982)
- "Himalaja" (1983)
- "Rose Four María Magdalena" (1983)
- "Olé Olé" (1984)

Lançamentos Australianos
- "Moscow" (1980) (#1) (as Genghis Khan)

Lançamentos Japonese
- "Dschinghis Khan Tartar Mix" by Dschinghis Khan×Berryz Kobo (2008) (#35)

Lançamento Sul-Africanos
- "Rome" by Dschinghis Khan (1981) (#14)[2]